# Sakurai-jinja
Le sanctuaire Sakurai (桜井神社, Sakurai jinja, également 櫻井神社) est un sanctuaire shinto situé sans l'arrondissement Minami-ku à Sakai, dans la préfecture d'Osaka, au Japon. Il a été fondé à une date inconnue et tient son festival annuel le premier dimanche d'octobre.
Le sanctuaire honore comme kamis l'empereur Ōjin, l'empereur Chūai et l'impératrice Jingū.
Son oratoire (拝殿, haiden ) est le seul trésor national de la ville de Sakai.

## Festival
La danse niwadani Ko-Odori (上神谷のこおどり), une danse de la pluie, est le moment le plus important du festival. Elle fait partie du patrimoine immatériel de la préfecture d'Osaka (Intangible Folk Cultural Property). Elle est précédée par une procession de démons rouges et noirs portant un "himeko", un petit sanctuaire, sur leur dos.